# Comparaison des plus grands joueurs d'échecs
Un certain nombre de méthodologies ont été utilisées pour comparer les joueurs d'échecs de toutes les époques. Elles se divisent essentiellement en deux catégories : d'une part, les méthodes statistiques se basent essentiellement sur les résultats des parties jouées, présentent de solides bases mathématiques, mais sont en revanche très discutables pour comparer des joueurs qui ne se sont jamais affrontés ; d'autre part, les méthodes intrinsèques tentent d'évaluer directement la qualité des coups joués, en utilisant généralement comme référence des programmes d'ordinateurs considérés aujourd'hui comme beaucoup plus forts que les meilleurs joueurs humains. Elles permettent donc des comparaisons objectives, mais des travaux récents montrent une certaine sensibilité du classement à la méthode utilisée.

## Méthodes statistiques

### Le classement Elo
Le système le plus connu est celui développé par Arpad Elo dans les années 1960 et présenté en détail dans son ouvrage The Rating of Chessplayers, Past and Present. Le classement Elo a remplacé de façon presque universelle d'autres systèmes nationaux comme le système Harkness utilisé par la fédération américaine (USCF), ou le système Ingo (1948) d'Anton Hoesslinger utilisé en Allemagne, ou encore le classement ECF conçu pour la fédération britannique par Richard Clark (en).
En 1970, la FIDE a adopté officiellement le classement Elo pour classer les joueurs d'échecs. Le moyen le plus simple de comparer les joueurs d'échecs est donc simplement de comparer leur classement Elo.
Les meilleurs Elo jamais atteints sont présentés dans le tableau ci-dessous.

#### Meilleurs classements Elo
A la date du 1er octobre 2020, 121 joueurs d'échecs avaient dépassé la barre des 2 700 points et treize celle
des 2 800 points :
| Rang et Elo maximum (record) | Rang et Elo maximum (record) | Nom                    | Fédérations                       | Né en   | GMI en | Elo ≥ 2 700 en | Elo ≥ 2 800 en | Date du meilleur Elo               |
| ---------------------------- | ---------------------------- | ---------------------- | --------------------------------- | ------- | ------ | -------------- | -------------- | ---------------------------------- |
| 1                            | 2 882                        | Magnus Carlsen         | Norvège                           | 1990.11 | 2004   | 2007           | 2009           | mai 2014 août 2019                 |
| 2                            | 2 851                        | Garry Kasparov         | Russie                            | 1963.04 | 1980   | 1984           | 1990           | juillet 1999 (Inactif depuis 2005) |
| 3                            | 2 844                        | Fabiano Caruana        | États-Unis et Italie              | 1992.07 | 2007   | 2010           | 2014.08        | octobre 2014                       |
| 4                            | 2 830                        | Levon Aronian          | États-Unis, Arménie et Allemagne, | 1982.10 | 2000   | 2005           | 2010           | mars 2014                          |
| 5                            | 2 822                        | Wesley So              | États-Unis et Philippines         | 1993.10 | 2008   | 2013           | 2017.01        | février 2017                       |
| 6                            | 2 820                        | Shakhriyar Mamedyarov  | Azerbaïdjan                       | 1985.04 | 2002   | 2006           | 2017.06        | septembre 2018                     |
| 7                            | 2 819                        | Maxime Vachier-Lagrave | France                            | 1990.10 | 2005   | 2008           | 2016           | août 2016                          |
| 8-9                          | 2 817                        | Viswanathan Anand      | Inde                              | 1969.12 | 1988   | 1993           | 2006.04        | mars 2011                          |
| 8-9                          | 2 817                        | Vladimir Kramnik       | Russie                            | 1975.06 | 1992   | 1993           | 2001           | octobre 2016 (inactif depuis 2020) |
| 10-12                        | 2 816                        | Veselin Topalov        | Bulgarie                          | 1975.03 | 1992   | 1996           | 2006.01        | juillet 2015                       |
| 10-12                        | 2 816                        | Hikaru Nakamura        | États-Unis                        | 1987.12 | 2003   | 2008           | 2015           | octobre 2015                       |
| 10-12                        | 2 816                        | Ding Liren             | Chine                             | 1992.10 | 2009   | 2012           | 2018.09        | novembre 2018                      |
| 13                           | 2 810                        | Aleksandr Grichtchouk  | Russie                            | 1983.10 | 1999   | 2002           | 2014.10        | décembre 2014                      |
| 14                           | 2 804                        | Alireza Firouzja       | France, FIDE et Iran              | 2003.06 | 2018   | 2019           | 2021.12        | décembre 2021                      |
| 15                           | 2 801                        | Erigaisi Arjun         | Inde                              | 2003.09 | 2018   | 2022           | 2024.12        | décembre 2024                      |

#### Évolution de la moyenne du classement Elo au fil du temps
La moyenne du nombre de points au sein du classement Elo n'a cessé de s'élever au cours du temps. Par exemple, la moyenne des 10 meilleurs joueurs en activité en juillet 2000 était de 2 751 points, puis de 2 794 points en juillet 2014. Dans le même temps, la moyenne des 100 meilleurs joueurs est passé de 2 644 points à 2 703 points. Il est aujourd'hui[évasif] communément admis qu'il s'agit là d'un artefact du système Elo qui le rend inadapté pour comparer les joueurs appartenant à des époques différentes.
Arpad Elo était lui-même d'avis qu'il était inutile d'essayer d'utiliser son système pour comparer des joueurs ne s'étant jamais affrontés. Il estimait également que l'estimation de la force d'un joueur d'échecs ne pouvait être qu'approximative; il la comparait à essayer de mesurer la position d'un bouchon de liège à la surface de l'eau, qui monte et qui descend sur une mer agitée, avec un bâton attaché à une corde qui bat au vent (« the measurement of the position of a cork bobbing up and down on the surface of agitated water with a yard stick tied to a rope and which is swaying in the wind. »).

### Chessmetrics (2005)
Plusieurs statisticiens ont travaillé sur l'amélioration du classement Elo, afin de tenter de limiter certains de ses inconvénients, comme l'inflation au fil du temps, ou le problème de l'affectation d'un classement à un joueur débutant.
Chessmetrics est un système développé par le statisticien américain Jeff Sonas. Il prétend prendre en compte l'inflation dont souffre le système Elo. Toutefois, le système Chessmetrics est sensible à la fréquence des parties jouées. Suivant Sonas lui-même, « dès que l'on passe un mois sans jouer, le classement Chessmetrics commence à baisser ».
Sonas, tout comme Arpad Elo, affirme qu'il est impossible de comparer la force de joueurs ayant pratiqué à des époques différentes : « Bien entendu, un classement indique un niveau de supériorité d'un joueur par rapport à ses contemporains; il ne dit rien sur le fait que ce joueur a un niveau de jeu plus ou moins élevé qu'un joueur d'une époque passée. Donc, si on ne peut pas dire que Bobby Fischer au début des années 1970, ou José Capablanca au début des années 1920, étaient les meilleurs joueurs de tous les temps, on peut dire avec une grande confiance qu'ils ont été les joueurs ayant le plus dominé leur époque dans l'histoire. C'est tout ce que ce type de classement peut nous dire, ».
Néanmoins Sonas compare sur son site web différents joueurs pris à différentes époques. On prenant en compte des données prises jusqu'en décembre 2004, les classements étaient les suivants:
| Rang | Sur 1 an                  | Sur 5 ans                | Sur 10 ans               | Sur 15 ans                | Sur 20 ans                |
| ---- | ------------------------- | ------------------------ | ------------------------ | ------------------------- | ------------------------- |
| 1    | Bobby Fischer, 2 881      | Garry Kasparov, 2 875    | Garry Kasparov, 2 863    | Garry Kasparov, 2 862     | Garry Kasparov, 2 856     |
| 2    | Garry Kasparov, 2 879     | Emanuel Lasker, 2 854    | Emanuel Lasker, 2 847    | Anatoli Karpov, 2 820     | Anatoli Karpov, 2 818     |
| 3    | Mikhaïl Botvinnik, 2 871  | José Capablanca, 2 843   | Anatoli Karpov, 2 821    | Emanuel Lasker, 2 816     | Emanuel Lasker, 2 809     |
| 4    | José Capablanca, 2 866    | Mikhaïl Botvinnik, 2 843 | José Capablanca, 2 813   | José Capablanca, 2 798    | Alexandre Alekhine, 2 781 |
| 5    | Emanuel Lasker, 2 863     | Bobby Fischer, 2 841     | Bobby Fischer, 2 810     | Alexandre Alekhine, 2 794 | Viktor Kortchnoï, 2 766   |
| 6    | Alexandre Alekhine, 2 851 | Anatoli Karpov, 2 829    | Mikhaïl Botvinnik, 2 810 | Mikhaïl Botvinnik, 2 789  | Vassily Smyslov, 2 759    |

En 2005, Sonas a utilisé son système pour évaluer les performances sur un an, et est arrivé à la conclusion que Kasparov a été le joueur qui a dominé les échecs pendant le plus grand nombre d'années, suivi de Karpov et de Lasker. Il a aussi publié la liste suivante, donnant les classements les plus élevés atteints, à partir de calculs effectués au début de chaque mois:
1. Bobby Fischer : 2 895
2. Garry Kasparov : 2 886
3. Mikhaïl Botvinnik : 2 885
4. Emanuel Lasker : 2 878
5. José Capablanca : 2 877
6. Alexandre Alekhine : 2 860
7. Anatoli Karpov : 2 848
8. Viswanathan Anand : 2 833
9. Vladimir Kramnik : 2 826
10. Wilhelm Steinitz : 2 826

## Méthodes basées sur la qualité des coups

### Méthode de Guid et Bratko (2008)
En 2006, Matej Guid and Ivan Bratko (en) de l'Université de Ljubljana, ont développé l'idée originale que l'on pouvait classer les joueurs d'échecs non pas en fonction du résultat de leurs parties, mais en comparant les coups qu'ils jouent aux coups que jouerait un ordinateur, en l'occurrence Crafty. L'idée sous-jacente était que Crafty était meilleur que la grande majorité des joueurs humains, et qu'en regardant le pourcentage de coups parfaits (identiques à ceux choisis par l'ordinateur) joués, on pourrait ainsi trouver le meilleur' joueur.
Cette méthode, très originale, reçut cependant un certain nombre de critiques. D'une part, le travail fait par Guid et Bratko souffrait de la faible' qualité du programme (2657 ELO, inférieur à nombre de joueurs humains) utilisé pour évaluer les coups à l'époque, et aussi du peu de parties évaluées, essentiellement par manque de puissance de calcul. D'autre part, la méthode ne permettait pas de trancher la difficulté suivante : vaut-il mieux jouer presque à chaque fois le meilleur coup, mais faire de temps en temps d'énormes erreurs, ou jouer seulement presque le meilleur coup à chaque fois, mais ne commettre jamais de graves erreurs ?
Une étude du même type fut menée en 2008, en utilisant cette fois-ci Rybka 2.3.2a (un programme beaucoup plus fort que Crafty). Les résultats furent les suivants,:
| Rang | Sur 1 an                                       | Sur 2 ans                     | Sur 3 ans            | Sur 5 ans           | Sur 10 ans            | Sur 20 ans                     |
| ---- | ---------------------------------------------- | ----------------------------- | -------------------- | ------------------- | --------------------- | ------------------------------ |
| 1    | Fischer (1968, 25 ans)                         | Fischer                       | Fischer              | Kasparov et Fischer | Capablanca et Fischer | Capablanca                     |
| 2    | Kramnik (2007, 32 ans)                         | Kramnik, Capablanca, Kasparov | Capablanca, Kasparov | Kasparov et Fischer | Capablanca et Fischer | Karpov, Kramnik                |
| 3    | Kasparov (1998, 35 ans)                        | Kramnik, Capablanca, Kasparov | Capablanca, Kasparov | Capablanca          | Kramnik               | Karpov, Kramnik                |
| 4    | Botvinnik (1939, 28 ans)                       | Kramnik, Capablanca, Kasparov | Smyslov              | Kramnik, Botvinnik  | Kasparov              | Smyslov, Kasparov              |
| 5    | Capablanca (1915, 27 ans)                      | Karpov, Smyslov               | Botvinnik            | Kramnik, Botvinnik  | Karpov, Smyslov       | Smyslov, Kasparov              |
| 6    | Karpov (1983, 32 ans)                          | Karpov, Smyslov               | Kramnik              | Smyslov             | Karpov, Smyslov       | Fischer                        |
| 7    | Smyslov (1983, 62 ans) , Tal (1987, 51 ans)    | Alekhine, Botvinnik           | Karpov               | Karpov, Lasker      | Botvinnik, Spassky    | Botvinnik, Spassky, Petrossian |
| 8    | Smyslov (1983, 62 ans) , Tal (1987, 51 ans)    | Alekhine, Botvinnik           | Spassky, Lasker      | Karpov, Lasker      | Botvinnik, Spassky    | Botvinnik, Spassky, Petrossian |
| 9    | Petrossian (1962, 33 ans)                      | Anand                         | Spassky, Lasker      | Alekhine, Anand     | Anand                 | Botvinnik, Spassky, Petrossian |
| 10   | Euwe (1938, 37 ans)                            | Tal, Spassky                  | Anand                | Alekhine, Anand     | Lasker, Petrossian    | Anand                          |
| 11   | Spassky (1980, 43 ans)                         | Tal, Spassky                  | Petrossian           | Petrossian, Spassky | Lasker, Petrossian    | Tal                            |
| 12   | Alekhine (1927, 35 ans) ; Anand (2006, 37 ans) | Lasker, Euwe                  | Tal, Alekhine        | Petrossian, Spassky | Tal, Alekhine         | Alekhine, Lasker               |
| 13   | Alekhine (1927, 35 ans) ; Anand (2006, 37 ans) | Lasker, Euwe                  | Tal, Alekhine        | Euwe, Tal           | Tal, Alekhine         | Alekhine, Lasker               |
| 14   | Lasker (1909, 41 ans)                          | Petrossian                    | Euwe                 | Euwe, Tal           | Euwe                  | Euwe                           |
| 15   | Morphy (1858, 21 ans)                          | Morphy                        | Morphy               | Steinitz            | Steinitz              | Steinitz                       |
| 16   | Steinitz (1886, 50 ans)                        | Steinitz                      | Steinitz             | —                   | —                     | —                              |

Une nouvelle étude en 2008, utilisant Rybka 3, a montré que Capablanca avait le plus faible taux d'erreur, mais en ajustant en fonction de la complexité de la position, le meilleur joueur semblait être Fischer, suivi de Capablanca, Karpov et Kramnik.

### Modèle Markovien (2017)
Dans un article publié par le Journal de l'ICGA (en), Jean-Marc Alliot, de l'Institut de Recherche en Informatique de Toulouse (IRIT) reprend les travaux effectués par Guid et Bratko, ainsi que ceux réalisé par Diogo Ferreira, en considérant une partie d'échecs comme un processus Markovien, et en construisant un modèle probabiliste de chaque joueur. Cette méthode permet de prendre en compte et de régler les différentes critiques portées précédemment au niveau théorique. La méthode a été testée sur 26 000 parties jouées par tous les champions du monde d'échecs depuis Wilhelm Steinitz. Elles ont été évaluées sur un superordinateur en utilisant le programme Stockfish, qui a un classement de 3 150 Elo dans le cadre de cette étude. 
L'évaluation a pris 62 000 heures de CPU. Pour chaque position, on estime d'abord la probabilité qu'une erreur soit commise, et l'amplitude de cette erreur, en comparant les deux meilleurs coups (évaluées au rythme de deux minutes par coup, soit une profondeur d'environ 26 demi-coups), avec le coup effectivement joué, en commençant au dixième coup, pour limiter les biais liés aux bibliothèques d'ouverture. Ces modèles, calculés annuellement pour chaque joueur, sont ensuite utilisés pour calculer la probabilité de victoire/nul/défaite pour un match opposant n'importe lequel des joueurs dont on connait le modèle. Le modèle a été comparé aux résultats réels des matchs lorsque ceux-ci ont eu effectivement lieu, et les prédictions sont extrêmement proches de résultats réels. D'autre part, les résultats prédits sont meilleurs que ceux prédits par le classement Elo. Globalement, ces résultats montrent que le niveau intrinsèque des joueurs d'échecs s'est globalement élevé : Magnus Carlsen (2013) arrive en tête, Bobby Fischer (1971) est troisième et Garry Kasparov (2001) quatrième.
Les résultats complets sont les suivants (on considère pour chaque joueur sa « meilleure » année) : Carlsen en 2013, Kramnik en 1999, Fischer en 1971, Kasparov en 2001, Anand en 2008, Khalifman en 2010, Smyslov en 1983, Petrossian en 1962, Karpov en 1988, Kasimdzhanov en 2011, Botvinnik en 1945, Ponomariov en 2011, Lasker en 1907, Spassky en 1970, Topalov en 2008, Capablanca en 1928, Euwe en 1941, Tal en 1981, Alekhine en 1922, Steinitz en 1894. Les nombres représentent la probabilité de victoire du joueur contre chacun de ses possibles adversaire. Le tableau n'est pas symétrique, car jouer avec les blancs ou avec les noirs ne donne pas le même résultat.
|              | Ca | Kr | Fi | Ka | An | Kh | Sm | Pe | Kp | Ks | Bo | Po | La | Sp | To | Ca | Ta | Eu | Al | St |
| ------------ | -- | -- | -- | -- | -- | -- | -- | -- | -- | -- | -- | -- | -- | -- | -- | -- | -- | -- | -- | -- |
| Carlsen      |    | 52 | 54 | 54 | 57 | 58 | 57 | 58 | 56 | 60 | 61 | 59 | 60 | 61 | 61 | 64 | 66 | 69 | 70 | 82 |
| Kramnik      | 49 |    | 52 | 52 | 55 | 56 | 56 | 57 | 55 | 59 | 60 | 58 | 60 | 60 | 60 | 63 | 65 | 68 | 70 | 83 |
| Fischer      | 47 | 49 |    | 51 | 53 | 57 | 56 | 57 | 56 | 59 | 60 | 60 | 61 | 61 | 62 | 64 | 68 | 70 | 73 | 85 |
| Kasparov     | 47 | 49 | 50 |    | 53 | 54 | 54 | 54 | 53 | 57 | 58 | 56 | 56 | 58 | 58 | 60 | 62 | 66 | 68 | 82 |
| Anand        | 44 | 46 | 48 | 48 |    | 54 | 52 | 53 | 53 | 57 | 56 | 57 | 57 | 59 | 59 | 62 | 64 | 69 | 71 | 86 |
| Khalifman    | 43 | 45 | 44 | 47 | 47 |    | 50 | 51 | 52 | 53 | 54 | 55 | 55 | 56 | 56 | 60 | 62 | 64 | 67 | 79 |
| Smyslov      | 43 | 45 | 45 | 47 | 49 | 51 |    | 50 | 51 | 53 | 55 | 54 | 54 | 54 | 55 | 59 | 63 | 64 | 68 | 82 |
| Petrossian   | 43 | 44 | 45 | 47 | 49 | 50 | 51 |    | 52 | 53 | 54 | 54 | 55 | 55 | 56 | 59 | 63 | 63 | 67 | 80 |
| Karpov       | 44 | 46 | 45 | 48 | 48 | 49 | 50 | 49 |    | 51 | 52 | 52 | 52 | 52 | 52 | 56 | 58 | 60 | 63 | 76 |
| Kasimdzhanov | 41 | 43 | 42 | 45 | 45 | 48 | 48 | 48 | 50 |    | 52 | 52 | 52 | 54 | 53 | 56 | 60 | 62 | 65 | 80 |
| Botvinnik    | 40 | 41 | 41 | 44 | 45 | 48 | 46 | 48 | 49 | 49 |    | 50 | 54 | 52 | 52 | 56 | 60 | 60 | 64 | 80 |
| Ponomariov   | 42 | 43 | 41 | 45 | 44 | 47 | 47 | 47 | 49 | 49 | 51 |    | 51 | 52 | 52 | 55 | 58 | 59 | 62 | 77 |
| Lasker       | 41 | 41 | 40 | 45 | 44 | 46 | 47 | 46 | 49 | 49 | 48 | 50 |    | 51 | 50 | 54 | 58 | 59 | 63 | 78 |
| Spassky      | 40 | 41 | 40 | 43 | 42 | 45 | 47 | 46 | 48 | 47 | 49 | 49 | 50 |    | 51 | 53 | 58 | 57 | 61 | 75 |
| Topalov      | 40 | 41 | 39 | 44 | 42 | 45 | 46 | 45 | 49 | 48 | 49 | 49 | 50 | 51 |    | 54 | 57 | 57 | 61 | 75 |
| Capablanca   | 37 | 38 | 37 | 41 | 39 | 42 | 42 | 42 | 45 | 45 | 45 | 47 | 47 | 48 | 47 |    | 53 | 54 | 59 | 76 |
| Tal          | 35 | 36 | 34 | 39 | 37 | 39 | 39 | 38 | 43 | 41 | 41 | 43 | 43 | 43 | 44 | 48 |    | 49 | 54 | 72 |
| Euwe         | 32 | 33 | 32 | 36 | 32 | 37 | 37 | 38 | 41 | 39 | 41 | 42 | 43 | 44 | 44 | 47 | 52 |    | 56 | 75 |
| Alekhine     | 31 | 31 | 29 | 34 | 30 | 35 | 33 | 35 | 38 | 36 | 37 | 39 | 38 | 40 | 40 | 43 | 47 | 45 |    | 69 |
| Steinitz     | 20 | 19 | 17 | 20 | 16 | 22 | 19 | 22 | 25 | 22 | 22 | 25 | 24 | 27 | 27 | 26 | 30 | 27 | 33 |    |

## Listes subjectives
De nombreux joueurs célèbres, ou des écrivains spécialisés, ont établi leur propre classement.

### Bobby Fischer (1964 et 1970)
En 1964 Bobby Fischer avait établi son top 10 dans Chessworld : Morphy, Staunton, Steinitz, Tarrasch, Chigorin, Alekhine, Capablanca, Spassky, Tal, Reshevsky,. Il considérait que Morphy était le meilleur, écrivant même : « Dans un match de compétition, il battrait n'importe quel joueur vivant aujourd'hui. (In a set match he would beat anyone alive today). »
In 1970 Fischer établit dans CHESS magazine une autre liste avec, dans l'ordre : Morphy, Steinitz, Capablanca, Botvinnik, Petrossian, Tal, Spassky, Reshevsky, Svetozar Gligorić et Bent Larsen.

### Irving Chernev (1974)
En 1974, Irving Chernev publia un article intitulé Who were the greatest? dans le magazine britannique CHESS. Cet article fut suivi d'un livre en 1976 The Golden Dozen, dans lequel il établit le classement suivant du top 12 :
1. Capablanca
2. Alekhine
3. Lasker
4. Fischer
5. Botvinnik
6. Petrossian
7. Tal
8. Smyslov
9. Spassky
10. Bronstein
11. Rubinstein
12. Nimzowitsch.

### Keene et Divinsky (1989)
Raymond Keene et Nathan Divinsky dans leur livre Warriors of the Mind essaient de construire un classement en comparant directement les joueurs de toutes époques, afin de déterminer le meilleur joueur de tous les temps. En prenant en compte les parties jouées entre soixante-quatre des meilleurs joueurs de l'histoire, ils sont arrivés à la liste suivante:
1. Garry Kasparov, 3 096
2. Anatoli Karpov, 2 876
3. Bobby Fischer, 2 690
4. Mikhaïl Botvinnik, 2 616
5. José Raúl Capablanca, 2 552
6. Emanuel Lasker, 2 550
7. Viktor Kortchnoï, 2 535
8. Boris Spassky, 2 480
9. Vassily Smyslov, 2 413
10. Tigran Petrossian, 2 363

Les valeurs ci-dessus n'ont rien à voir avec celles utilisées dans le classement Elo. Johannes Zukertort a, par exemple, un score de 873 dans ce classement, qui est inférieur à la valeur minimale de 1 000 pour le classement Elo. Le système de Keene et Divinsky n'a pas rencontré une forte adhésion. et Warriors of the Mind a été accusé de sélectionner arbitrairement les joueurs, et d'avoir un fort biais en faveur des joueurs contemporains.

### Viswanathan Anand (2000, 2008 et 2012)
En 2000, alors que Karpov, Kortchnoï et Kasparov étaient encore en activité, Anand a donné son propre top 10: Fischer, Morphy, Lasker, Capablanca, Steinitz, Tal, Kortchnoï, Keres, Karpov et Kasparov.
En 2008, peu après la mort de Fischer, il mit Kasparov en tête devant Fischer, car Kasparov était resté au sommet du classement pendant le plus grand nombre d'années.
En 2012, Anand considérait que Fischer était le meilleur, en raison des difficultés qu'il avait rencontrées.

### Vladimir Kramnik (2005 et 2011)
En 2005, Vladimir Kramnik (Champion du monde de 2000 à 2007) ne désigna pas un meilleur joueur mais estima que « Il manquait quelque chose à tous les autres champions du monde, mais pas à Kasparov : il savait tout faire » (The other world champions had something missing'. I can't say the same about Kasparov: he can do everything.)
Dans une interview en 2011, Vladimir Kramnik disait de Anand : « je considère qu'il a un talent considérable, un des plus grands dans l'histoire des échecs. En termes de jeu, il n'est pas plus faible que Kasparov [...] Dans les 5 ou 6 dernières années il a fait des progrès qualitatifs qui permettent de le considérer comme un des plus grands. » (I always considered him to be a colossal talent, one of the greatest in the whole history of chess, « I think that in terms of play Anand is in no way weaker than Kasparov », and In the last 5–6 years he's made a qualitative leap that's made it possible to consider him one of the great chess players ».)

## Classement en fonction du nombre de championnats du monde gagnés
Le tableau ci-dessous présente les différents champions du monde en fonction du nombre de championnats gagnés (un nul dans la défense du titre est compté comme une victoire). La complexité du tableau vient de la séparation entre les titres FIDE et classique entre 1996 et 2006 (tableau actualisé en décembre 2021).
| Champion             | Titres | Sans contes- tation | FIDE | Classique | Nombre d'années comme champion sans contestation | nombre d'années comme champion FIDE ou classique | Nombre total d'années comme champion |
| -------------------- | ------ | ------------------- | ---- | --------- | ------------------------------------------------ | ------------------------------------------------ | ------------------------------------ |
| Emanuel Lasker       | 6      | 6                   |      |           | 27                                               |                                                  | 27                                   |
| Garry Kasparov       | 6      | 4                   |      | 2         | 8                                                | 7                                                | 15                                   |
| Anatoli Karpov       | 6      | 3                   | 3    |           | 10                                               | 6                                                | 16                                   |
| Mikhaïl Botvinnik    | 5      | 5                   |      |           | 13                                               |                                                  | 13                                   |
| Magnus Carlsen       | 5      | 5                   |      |           | 9                                                |                                                  | 9                                    |
| Viswanathan Anand    | 5      | 4                   | 1    |           | 6                                                | 2                                                | 8                                    |
| Alexandre Alekhine   | 4      | 4                   |      |           | 17                                               |                                                  | 17                                   |
| Wilhelm Steinitz     | 4      | 4                   |      |           | 8                                                |                                                  | 8                                    |
| Vladimir Kramnik     | 3      | 1                   |      | 2         | 1                                                | 6                                                | 7                                    |
| Tigran Petrossian    | 2      | 2                   |      |           | 6                                                |                                                  | 6                                    |
| José Raúl Capablanca | 1      | 1                   |      |           | 6                                                |                                                  | 6                                    |
| Boris Spassky        | 1      | 1                   |      |           | 3                                                |                                                  | 3                                    |
| Bobby Fischer        | 1      | 1                   |      |           | 3                                                |                                                  | 3                                    |
| Max Euwe             | 1      | 1                   |      |           | 2                                                |                                                  | 2                                    |
| Vassily Smyslov      | 1      | 1                   |      |           | 1                                                |                                                  | 1                                    |
| Mikhaïl Tal          | 1      | 1                   |      |           | 1                                                |                                                  | 1                                    |
| Ruslan Ponomariov    | 1      |                     | 1    |           |                                                  | 2                                                | 2                                    |
| Aleksandr Khalifman  | 1      |                     | 1    |           |                                                  | 1                                                | 1                                    |
| Rustam Qosimjonov    | 1      |                     | 1    |           |                                                  | 1                                                | 1                                    |
| Veselin Topalov      | 1      |                     | 1    |           |                                                  | 1                                                | 1                                    |